# Écomusée sous-marin de Cannes
L'écomusée sous-marin de Cannes est un musée sous-marin, ouvert en 2021 et situé à Cannes, en France. Les œuvres actuelles, six sculptures, d'environ 10 tonnes chacune, immergées entre 3 et 5 mètres de profondeur, sont toutes de Jason deCaires Taylor. Inspirée de l'histoire de l'homme au masque de fer, elles sont immergées au large de l'île Sainte-Marguerite où le célèbre détenu était retenu prisonnier avant son transfert à la prison de la Bastille. Les œuvres sont réalisées en béton au PH neutre à partir du moulage des visages de cannois et ont été placées dans une zone à renaturer afin de servir de récif artificiel et être progressivement colonisées par la vie marine. 
Très proche de la côte et immédiatement accessible à la nage, l'écomusée sous-marin de Cannes peut être facilement exploré par des plongeurs en apnée et en bouteille. Il peut également être observé depuis la surface en faisant du snorkeling.